# Gnome Ranger
Gnome Ranger è un videogioco di avventura testuale pubblicato nel 1987 per numerosi home computer da Level 9. La protagonista è la gnoma Ingrid Bottomlow, dispersa nel mezzo della campagna sconosciuta e impegnata a ritrovare la via di casa.
Nel 1988 uscì un seguito, Ingrid's Back!.

## Trama
L'avventura avviene in un mondo fantasy con tocchi di umorismo, ed è introdotta dal The Gnettlefield Journal, un diario di Ingrid, allegato in cartaceo al gioco.
Ingrid è stata teletrasportata lontano dal suo villaggio, nella campagna disabitata, a causa di una pergamena difettosa, ma è facile immaginare che sia stata spedita via intenzionalmente dalla sua ignorante famiglia che non la sopportava più. A questo punto inizia il gioco, con l'obiettivo finale di ritornare a casa a Gnettlefield.
Nella prima parte Ingrid deve affrontare una strega che ha messo in piedi un commercio di gnomi pietrificati. Incontrerà una ninfa, un centauro, un'aquila e altre creature che la aiuteranno. Nella seconda parte deve trovare e combinare gli ingredienti per una serie di pozioni, per resuscitare la speciale pianta di tè di un alchimista che Ingrid ha involontariamente distrutto. Nella terza e ultima parte si ritrova coinvolta nella guerra tra il popolo del ghiaccio e il popolo del fuoco prima di ritrovare finalmente casa.

## Modalità di gioco
Il gioco è basato sul motore per avventure KAOS della Level 9, come il precedente Knight Orc, ed è disponibile solo in inglese.
L'avventura è divisa in 3 parti distinte, da affrontare una alla volta nell'ordine previsto, ed è caratterizzata da grandi quantità di testo descrittivo scorrevole. Le parole che iniziano per "n" sono scherzosamente fatte iniziare con "gn" (es. gnorth per il nord), come gnome, la "g" comunque non viene pronunciata in inglese.
Le versioni su cassetta sono prive di grafica, mentre quelle su disco sono dotate di elaborate illustrazioni statiche nella parte alta dello schermo. Nel caso di Amstrad CPC, Atari 8-bit, Commodore 64 e ZX Spectrum il gioco uscì su entrambi i supporti. Lo spazio per le illustrazioni si può restringere gradualmente verso l'alto, lasciando più o meno spazio per il testo, tramite i tasti cursore o il mouse.
L'interprete dei comandi è in grado di eseguire anche frasi complesse come TAKE ALL BUT THE BELL (prendi tutto tranne la campana). Tra i comandi più avanzati, non tutti disponibili nelle versioni per i computer più semplici, ci sono: GO TO per ripercorrere automaticamente la strada fino a una destinazione già nota; RUN TO come GO TO, ma saltando direttamente alla destinazione; FIND per recuperare automaticamente un oggetto di cui si conosce la posizione; FOLLOW e WAIT FOR per seguire un personaggio o aspettare che ritorni; BRIEF per ricevere descrizioni più riassuntive; OOPS per annullare le ultime azioni; c'è infine la possibilità di salvare la situazione su nastro/disco o anche sulla memoria volatile.
I personaggi non giocanti sono perlopiù amichevoli e possono anche essere convinti a eseguire i comandi di Ingrid per aiutarla. Il controllo collaborativo di più personaggi è necessario per completare l'avventura.